# Wemyss Bay
Wemyss Bay (in gaelico scozzese: Bàgh Wemyss) è una località di circa 2.500 abitanti della costa sud-occidentale Scozia sud-occidentale, facente parte dell'area amministrativa dell'Inverclyde (contea tradizionale: Renfrewshire) ed affacciata sul Firth of Clyde.

## Geografia fisica
Wemyss Bay si trova ad ovest di Glasgow, tra le località di Gourock e Largs (rispettivamente a sud della prima e a nord della seconda), al confine con l'area amministrativa dell'Ayrshire Settentrionale e di fronte all'isola di Bute.
La località si divide in due insediamenti omonimi distinti.

## Origini del nome
La località prende probabilmente il nome da un pescatore locale, tale Robert Wemyss.

## Storia
La località si sviluppò a partire dal 1865, con l'arrivo della ferrovia da Glasgow.
Nel 1903, fu aggiunto un molo in loco, che venne poi restaurato 90 anni dopo.

### Evoluzione demografica
Nel 2016, la popolazione stimata di Wemyss Bay era pari a circa 2.430 abitanti, di cui 1.223 erano donne e 1.207 erano uomini.
La popolazione al di sotto dei 20 anni era pari a 539 unità (di cui 213 erano i bambini al di sotto dei 10 anni), mentre la popolazione dai 65 anni in su era pari a 402 unità e quella dagli 80 anni in su era pari a 54 unità.
La località ha conosciuto un decremento demografico rispetto al 2011, quando la popolazione censita era pari a 2.590 abitanti, dato che era in lieve rialzio rispetto al 2001, quando la popolazione censita era pari a 2.580 abitanti.